# Uršula
Uršula je žensko osebno ime.

## Slovenske različice
Urška, Urša, Uršika, Oršola, Oršika, Vorša, Uršej.

## Tujejezikovne različice
Ula, Ulla, Ulrika, Ursula

## Izvor in pomen imena
Uršula je žensko ime, ki izhaja iz latinskega imena Ursula, kot manjšalnica iz besede ursa, ki pomeni »medvedka«.

## Pogostost imena
Po podatkih Statističnega urada Republike Slovenije je bilo na dan 31. decembra 2007 v Sloveniji 518 oseb z imenom Uršula.

## Slavni nosilci imena
Ursula Andress  švicarska filmska igralka
Tako je označen tudi asteroid s številko 375 (Ursula), ki ga je 18. septembra 1893 odkril Auguste Honoré Charlois .

## Zavetnica in cerkve
Uršula je tudi ime svetnice. Sveta Uršula je zavetnica ženskih vzgojnih zavodov.
Leta 1535 je sv.Angela Merici v Italiji ustanovila ženski red uršulink za pouk deklic.
V Sloveniji je 12 cerkva sv. Uršule

## Osebni praznik
Uršula je ime svetnice, device in mučenke. O njeni smrti govori napis iz 4. stoletja v cerkvi v Kölnu, ki je postavljena na čast sv. Uršuli. Uršula praznuje god 21. oktobra.